# Административное деление Российской империи на 12 декабря 1796 года
Российская империя по состоянию на 12 (23) декабря 1796 года
Павловская реформа
Делилась на губернии, области и уезды (все наместничества переименованы в губернии), вводилось новое деление на уезды
- общее число губерний — 41
- Жилища Донских казаков на правах губернии — 1
- столица — город Санкт-Петербург
- отличия от 1 января 1796 года:
- вновь образованы:

1. Белорусская губерния — из Могилёвского и Полоцкого наместничеств
2. Литовская губерния — из Виленского и Слонимского наместничеств
3. Малороссийская губерния — из Новгород-Северского и Черниговского наместничеств
4. Новороссийская губерния — из Вознесенского, Екатеринославского наместничеств и Таврической области

- упразднены:

1. Брацлавское наместничество — в Киевскую и Подольскую губернии
2. Виленское наместничество — в Литовскую губернию
3. Вознесенское наместничество — в Новороссийскую губернию
4. Екатеринославское наместничество — в Новороссийскую губернию
5. Колыванское наместничество — в Иркутскую и Тобольскую губернии
6. Могилёвское наместничество — в Белорусскую губернию
7. Новгород-Северское наместничество — в Малороссийскую губернию
8. Олонецкое наместничество — в Архангельскую и Новгородскую губернии
9. Полоцкое наместничество — в Белорусскую губернию
10. Саратовское наместничество — в Астраханскую и Пензенскую губернии
11. Слонимское наместничество — в Литовскую губернию
12. Таврическая область — в Новороссийскую губернию
13. Черниговское наместничество — в Малороссийскую губернию

- переименованы:

1. Кавказское наместничество в Астраханскую губернию
2. Ревельское наместничество в Эстляндскую губернию
3. Рижское наместничество в Лифляндскую губернию
4. Уфимское наместничество в Оренбургскую губернию
5. Харьковское наместничество в Слободско-Украинскую губернию

- список губерний:

1. Архангельская
2. Астраханская
3. Белорусская (центр — Витебск)
4. Владимирская
5. Вологодская
6. Волынская (центр — Новоград-Волынский)
7. Воронежская
8. Выборгская
9. Вятская
10. Иркутская
11. Казанская
12. Калужская
13. Киевская
14. Костромская
15. Курляндская (центр — Митава)
16. Курская
17. Литовская (центр — Вильна)
18. Лифляндская (центр — Рига)
19. Малороссийская (центр — Чернигов)
20. Минская
21. Московская
22. Нижегородская
23. Новгородская
24. Новороссийская (центр — Новороссийск, 12 уездов)
  1. Бахмутский уезд
  2. Екатеринославский уезд
  3. Елизаветградский уезд
  4. Мариупольский уезд
  5. Новомосковский уезд
  6. Ольвиопольский уезд
  7. Павлоградский уезд
  8. Перекопский уезд
  9. Ростовский уезд с Землёй Войска Черноморского
  10. Симферопольский уезд
  11. Тираспольский уезд
  12. Херсонский уезд
25. Оренбургская
26. Орловская
27. Пензенская
28. Пермская
29. Подольская (центр — Каменец-Подольский)
30. Псковская
31. Рязанская
32. Санкт-Петербургская
33. Симбирская
34. Слободско-Украинская (центр — Харьков, уезды: Богучарский, Острогожский и Старобельский из Воронежской губернии)
35. Смоленская
36. Тамбовская
37. Тверская
38. Тобольская
39. Тульская
40. Эстляндская (центр — Ревель)
41. Ярославская
42. Жилища донских казаков